# Bet Arje
Bet Arje (hebr. בית אריה) – samorząd lokalny położony w Dystrykcie Judei i Samarii, w zachodniej części Samarii w Izraelu. Miejscowość jest położona pomiędzy terytoriami Autonomii Palestyńskiej.

## Historia
Osada została założona w 1981. W 1989 osada otrzymała status samorządu lokalnego. Osadę nazwano na cześć litewskiego Żyda Arjego Ben Eli’ezera, który w latach 50. i 60. XX wieku był członkiem Knesetu.